# Maransis nigroantennatus
 Maransis nigroantennatus is een wandelende tak uit de familie Bacillidae. De wetenschappelijke naam van deze soort is voor het eerst voorgesteld als Leptinia nigroantennatus door Karl Brunner von Wattenwyl in een publicatie uit 1907.
De soort komt voor in Zuid-Afrika (Limpopo, Noordwest, Gauteng, Mpumalanga).